# Rasmus H.C. Dreyer
Rasmus Hoeg Colbjørn Nørtoft Dreyer (født 23. august 1985) er en dansk teolog, præst og kirkehistoriker, opvokset i Slangerup i Nordsjælland.
Cand.theol. (2010), Københavns Universitets guldmedalje (2010) og ph.d. (2017) fra Københavns Universitet på en afhandling om den danske reformator Hans Tausen, Hans Tausen mellem Luther og Zwingli. Studier i Hans Tausens teologi og den tidlige danske reformation på Syddansk Universitetsforlag (2020). Studielektor for pastoralseminarieuddannelsen i Aarhus under Folkekirkens Uddannelses- og Videnscenter. Han har tidligere været adjunkt i kirkehistorie på Det Teologiske Fakultet ved Københavns Universitet og sognepræst forskellige steder. Han er redaktionsmedlem hos Kirkehistoriske Samlinger Tidsskriftet Fønix (tidsskrift). Tilknyttet Kristeligt Dagblad som kirkeanalytiker.